# مهدي مبارك
مهدي مبارك (مواليد 1993)، هو كاتب صحفي وأديب مصري وصانع أفلام ومحتوى تليفزيوني.

## حياته
ولد في محافظة الإسكندرية في 11 ديسمبر 1993. انتقل للعيش في القاهرة عام 2012 بعد أحداث ثورة 25 يناير، للالتحاق بكلية الإعلام جامعة القاهرة. تخرج في قسم الصحافة، وكتب لعدَّة صحف ومواقع عربية ومصرية، أبرزها: الدستور، والبوابة، والقدس العربي، ورصيف22، والفجر، والحكاية، والشاهد، ومركز المسبار للدراسات بدولة الإمارات، وكتب بالإنجليزية لموقع «وورلد نومادز». عمل مساعدًا لرئيس تحرير صحيفة «الدستور» المصرية، ومسئولا عن تحرير موقعها الإخباري.
له رحلة شهيرة إلى الهند شارك خلالها في عدد من الفعاليات والندوات والمؤتمرات والطقوس الدينية ضمن مشروع نظمته جامعة نيودلهي. ويعمل مدرِّبًا على تدوين الرحلات بالنصّ والصورة، وصناعة «السرد الرقمي» في الصحافة.

## من مؤلفاته
له كتابان هما:
- «قرش حشيش».
- «مرح الآلهة.. 40 يومًا في الهند».

## من أعماله التلفزيونية
- فيلم وثائقي بعنوان «الوغد» (أنتجه وأخرجه بدعم من الاتحاد الأوروبي).
- أعدّ برنامجي «باب الله» على قناة «الغد» الإماراتية في رمضان 2019.
- «90 دقيقة» على قناة «المحور» المصريّة.

## الجوائز
وحصل على جائزة «ابن بطوطة» لأدب الرحلة «فرع الرحلة المعاصرة» مطلع عام 2019